# Władysław Zieliński
Władysław Zieliński, né le 24 juillet 1935 à Varsovie, est un kayakiste polonais. 

## Carrière
Włladysław Zieliński participe aux Jeux olympiques de 1960 à Rome et remporte la médaille de bronze en K-2 1000m avec Stefan Kapłaniak.